# Paracuellos de la Ribera
Paracuellos de la Ribera – gmina w Hiszpanii, w prowincji Saragossa, w Aragonii, o powierzchni 14,96 km². W 2011 roku gmina liczyła 172 mieszkańców.